# Водяной кролик
Водяно́й кро́лик (лат. Sylvilagus aquaticus) — крупное млекопитающее из семейства зайцевых.

## Описание
Водяной кролик является самым крупным представителем своего рода. Длина тела составляет от 45 до 55 см, вес от 1,6 до 2,7 кг, длина хвоста от 50 до 74 мм. Уши относительно малы. Окрас головы, тела и верхней стороны хвоста от красно-бурого до черноватого, шея, брюхо и нижняя сторона хвоста белые. Лапы светлее, часто также красноватые. Вокруг глаз имеется коричневое кольцо.

## Распространение
Водяной кролик распространён в болотах и влажных областях юга Соединённых Штатов, от восточного Техаса и Канзаса до Южной Каролины.

## Образ жизни
Водяные кролики строят небольшое гнездо над землёй из сухого растительного материала, устилая его изнутри клочками ощипанной шерсти. Они питаются различными растениями, растущими в местах их обитания; это самые разные травы, в том числе тростник. В отличие от кроликов других видов, это территориальные животные. Самцы защищают свой участок, маркируя его пахучим веществом, выделяемым из железы на подбородке, и издавая крики при появлении чужаков.
Эти животные очень хорошо плавают, переплывая водные потоки, пруды и реки; часто, убегая от хищников, они находят убежище на мелководье, полностью скрываясь под водой и выставляя наружу для дыхания только нос.

## Размножение
Размножение происходит почти круглый год, самка приносит два-три помёта в год. Период беременности составляет сорок дней. Самка приносит от одного до шести детёнышей, в среднем трёх, которые в возрасте тридцати недель становятся половозрелыми независимо от своего пола.

## Инцидент с Джимми Картером

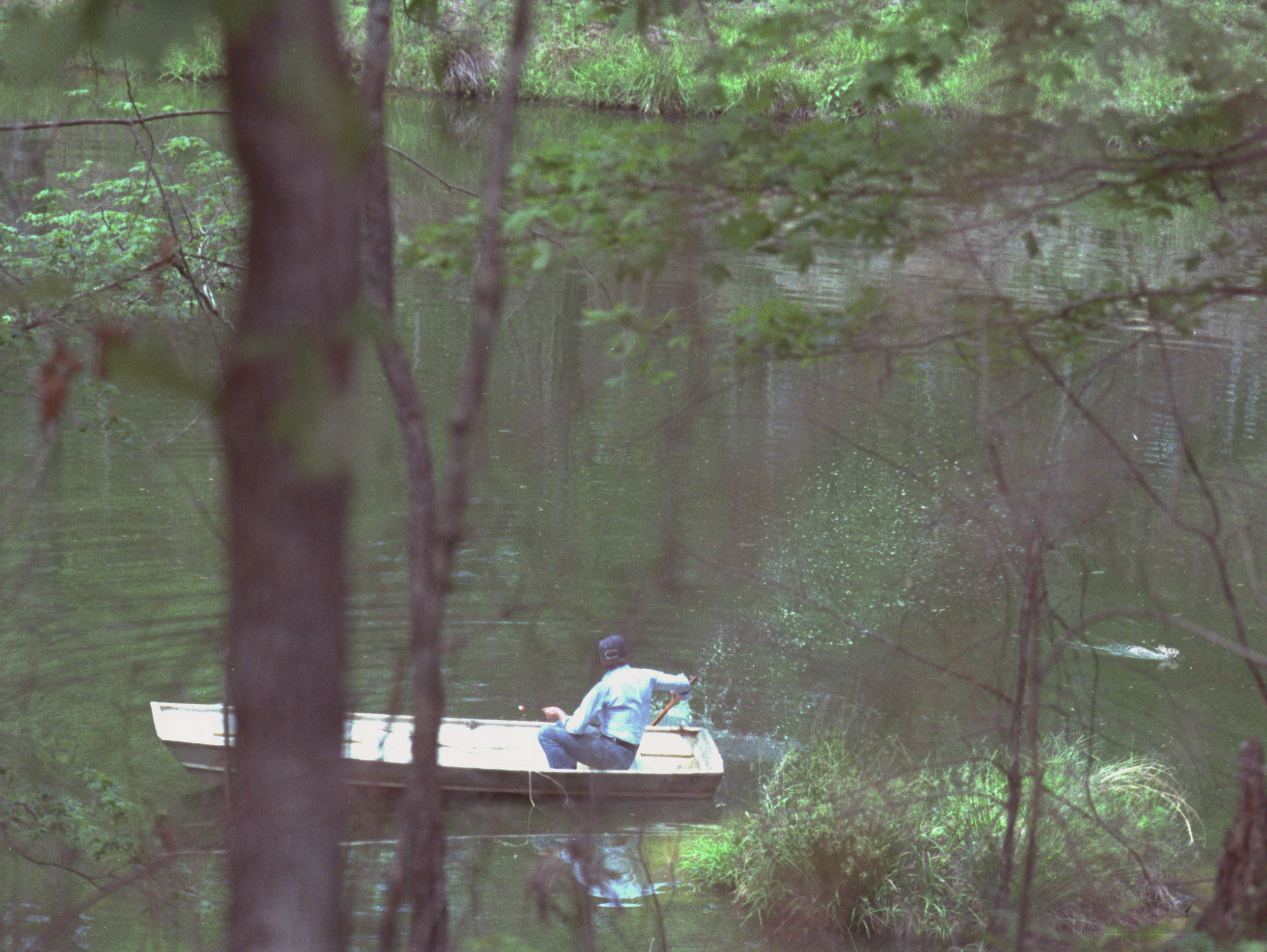
Встреча Джимми Картера с водяным кроликом

В 1979 году внимание средств массовой информации привлёк водяной кролик, пытавшийся забраться на рыбацкую лодку тогдашнего президента США Джимми Картера. Картер рыбачил на лодке, когда возбуждённое животное подплыло к ней. Он обрызгал кролика водой при помощи весла, пытаясь прогнать его. Этот инцидент был снят на камеру фотографом Белого дома. Пресса дала прозвище животному «кролик-убийца», намекая на кровожадного кролика — персонажа из фильма «Монти Пайтон и Священный Грааль».